# Christophe Miossec
Christophe Miossec (Brest, 24 dicembre 1964) è un musicista e cantautore francese.

## Discografia
1995: Boire
1. Non non non non (je ne suis pas saoul)
2. Regarde un peu la France
3. Le Cul par terre
4. Merci pour la joie
5. Crachons veux-tu bien
6. Évoluer en 3e division
7. La Vieille
8. Recouvrance
9. Des moments de plaisir
10. La Fille à qui je pense
11. Gilles
12. Combien t'es beau, combien t'es belle
13. Que devient ton poing quand tu tends les doigts

1997: Baiser
1. La Fidélité
2. Une bonne carcasse
3. Ça sent le brûlé
4. Je plaisante
5. Le Célibat
6. Le Mors aux dents
7. Tant d'hommes (Et quelques femmes au fond de moi)
8. L'Infidélité
9. On était tellement de gauche autrefois
10. Juste après qu'il ait plu
11. La Guerre
12. Le Critérium
13. Salut les amoureux

1998: À prendre
1. Le Chien mouillé (en silence)
2. À table
3. Le Voisin
4. Les bières aujourd'hui s'ouvrent manuellement
5. Le Déménagement
6. Retour à l'hôtel
7. L'Auberge des culs tournés
8. Tout compte tout compte fait
9. L'Assistant parlementaire
10. La Maison
11. Au haut du mat

2001: Brûle
1. Brûle
2. Tendre S
3. Ainsi soit-elle
4. Dom-Tom
5. Pourquoi? Parce que!
6. Madame
7. Tonnerre
8. Le Défroqué
9. Neige
10. Consolation
11. Pardonne
12. Grandir

2004: 1964
1. Je m'en vais
2. Rose
3. Brest
4. Essayons
5. Ta chair ma chère
6. Rester en vie
7. Le stade de la résistance
8. Désolé pour la poussière
9. En quarantaine
10. Dégueulasse
11. Les gueules cassées
12. Pentecôte

2006: L'Étreinte
1. La Facture d'électricité
2. Maman
3. La Mélancolie
4. Trente ans
5. Mes crimes: le châtiment
6. Quand je fais la chose
7. Le Loup dans la bergerie
8. La Grande marée
9. L'Imbécile
10. L'Amour et l'air
11. Julia
12. Bonhomme

2007: Brest of (Tout ça pour ça) (best of)
1. Non, non, non, non (Je ne suis plus saoûl)
2. La Fidélité (version 2007)
3. La Facture d'électricité
4. Je m'en vais (version single)
5. Les bières aujourd'hui s'ouvrent manuellement
6. Brûle
7. Que devient ton poing quand tu tends les doigts (version 2007)
8. Recouvrance
9. Brest
10. 30 ans
11. Rose
12. La Guerre (version 2004)
13. Regarde un peu la France (remix single 1996)
14. Le Défroqué (version single)
15. La Mélancolie
16. Madame (version single)
17. Maman
18. Tonnerre (version single)
19. Evoluer en 3e division
20. Non, non, non, non (Je ne suis plus saoûl) (version 2007)

2009: Finistériens